# Timothy James Webb

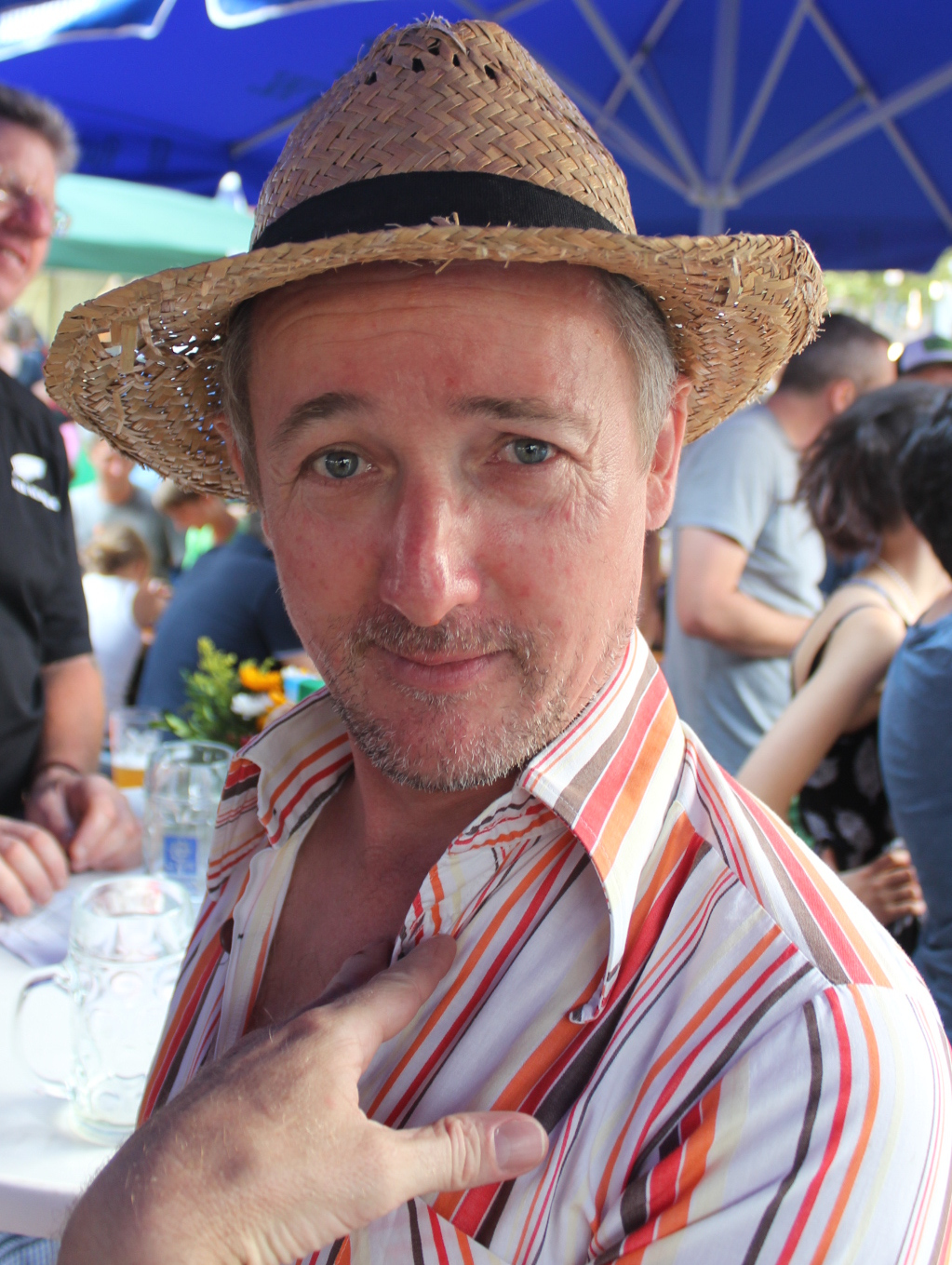
Tim J. Webb (2015)

Timothy James Webb, als Musiker auch als Tim J. Webb geläufig (* 13. Februar 1967 in Warburton, Victoria), ist ein in Australien geborener Maler und Bildhauer, der seit 2000 in München lebt und überwiegend in Oberbayern wirkt.

## Leben und Werk
Webb wuchs in Maldon, Victoria, auf. Er studierte zunächst von 1986 bis 1988 am Victorian College of the Arts (Kunsthochschule von Victoria der Universität Melbourne) und graduierte dort zum Bachelor of Fine Arts. Im Anschluss präsentierte er regelmäßig seine Werke im Rahmen einheimischer Einzel- und Gruppenausstellungen. 1997 immatrikulierte er sich am Royal Melbourne Institute of Technology und beendete das Studium ein Jahr darauf mit dem Abschluss Master of Fine Arts. In Australien war er zuletzt Gitarrist der vierköpfigen Band The Collision.

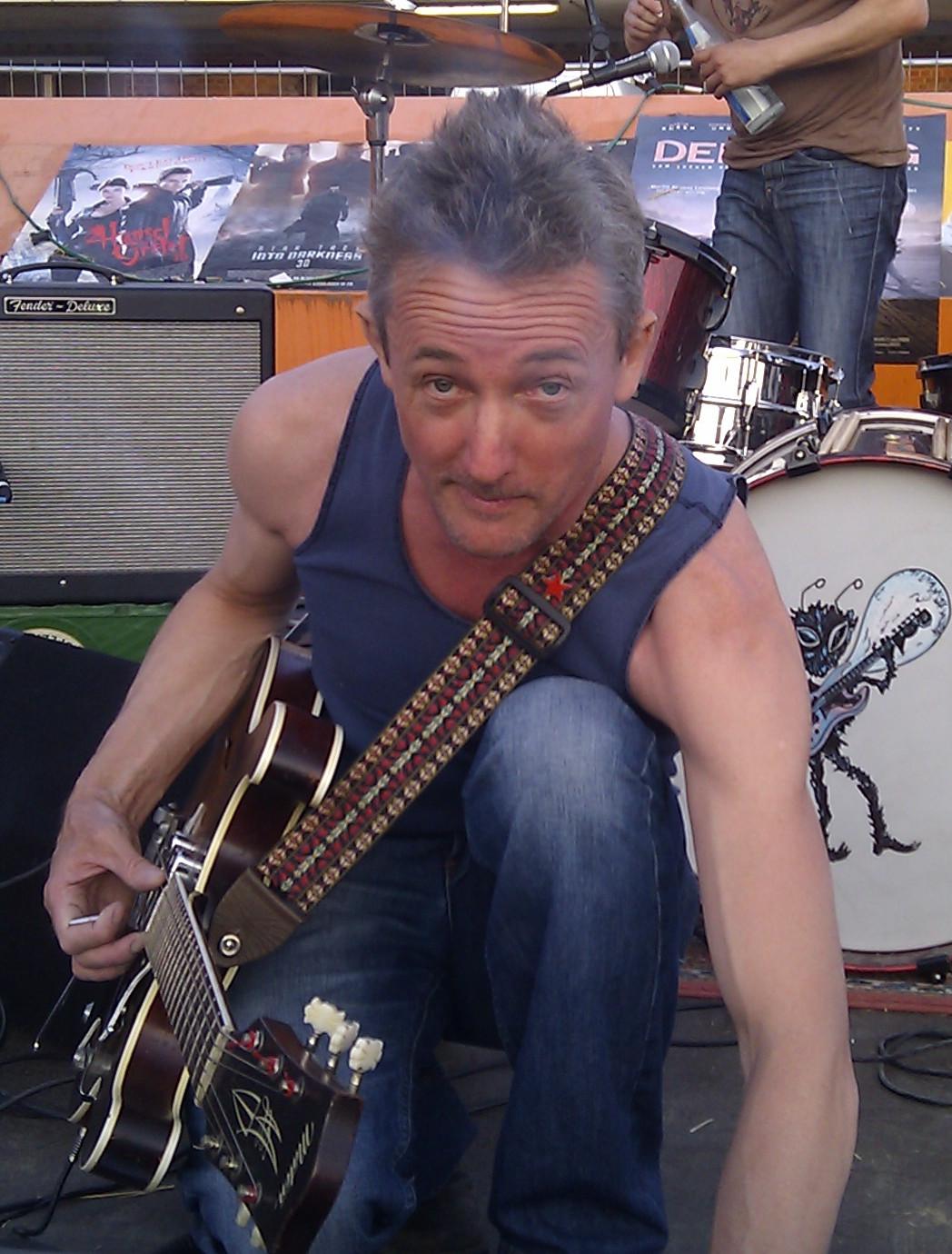
Tim J. Webb (2013)

2000 ging er nach München, wo er seinen Bandkollegen Michael Friedl kennenlernte. Mit ihm spielte er in verschiedenen Musikformationen, unter anderem dann ab 2003 als Sänger und Gitarrist der Band Silverflies und gelegentlich als DJ aktiv, unter anderem im „Harry Klein“. Mit Franziska Ott (studiert am Hermann-Zilcher-Konservatorium ) spielt er im Duo The Forgive Me Nots. Seit 2015 ist er auch Frontmann der Band The Karl Marx Brothers (KMB, Schlagzeug: Michael Friedl).
Webbs Bilder befinden sich unter anderem in Sammlungen von Sony/CBS in Melbourne, der Australian Gallery of Sport and Olympic Museum Collection, der Melbourne Theatre Company, des Melbourne-City-Stadtrats sowie bei Arnon Milchan und weiteren renommierten Familien in Australien, in den Vereinigten Staaten, im Vereinigten Königreich, in Irland, Schweden und in Deutschland.

## Ausstellungen
Webb hat sich an zahlreichen Ausstellungen beteiligt:
- 1989:
  - „St Kilda festival works on paper exhibition“, Linden Centre for Contemporary Arts, Melbourne-St. Kilda (Gruppenausstellung)
  - „Recycled exhibitionauction cabaret exhibition“, Fringe Network Gallery, Melbourne-Fitzroy (Gruppenausstellung)
- 1990:
  - „Give up your day job and take up art“, Botanical Gallery, Melbourne (Einzelausstellung)
  - „Art and life auction cabaretworks on paper exhibition“, Fringe Network Gallery, Melbourne-Fitzroy (Gruppenausstellung)
- 1991:
  - „Let's face the music and dance“, Botanical Gallery, Melbourne (Einzelausstellung)
  - „Famous five“, Botanical Gallery, Melbourne (Gruppenausstellung)
  - „Keith and Elisabeth Murdoch Prize exhibition“, Victorian College of the Arts (Gruppenausstellung)
  - „Artists make books“ (Wanderausstellung), Linden Centre for Contemporary Arts, Canberra und in Hobart (Gruppenausstellung)
  - „Summer wine“, Botanical Gallery, Melbourne (Gruppenausstellung)
- 1992:
  - „It could happen to you“, Botanical Gallery, Melbourne (Einzelausstellung)
  - „100 years of Collingwood“, Australian Gallery of Sport and Olympic Museum Collection, Melbourne (Gruppenausstellung)
  - „Artist play“, Westpac Gallery, Melbourne (Gruppenausstellung)
  - „Waste management“, Tolarno Galleries, Melbourn-St. Kilda (Gruppenausstellung)
- 1993:
  - „Shaken not stirred“, Botanical Gallery, Melbourne (Einzelausstellung)
  - „Trials, training ans treasures“, Australian Gallery of Sport and Olympic Museum Collection, Melbourne (Gruppenausstellung)
  - „Fever, it's football“, Artist’s Garden, Melbourne-Fitzroy (Gruppenausstellung)
  - „The underpass show“, The Fifth Sculpture Triennal Degraves Street Underpass, Melbourne (Gruppenausstellung)
  - „Summer 1993“, Botanical Gallery, Melbourne (Gruppenausstellung)
- 1994:
  - „¿Quando mondo quando?“, Botanical Gallery, Melbourne (Einzelausstellung)
  - „Sport, the greatest show of all“ (Wanderausstellung), Adelaide Festival Centre, South Australia, Victoria und Northern Territory (Gruppenausstellung)
  - „Whitefriars Price exhibition“, Whitefriars College, Donvale (Gruppenausstellung)
- 1995:
  - „Way out West“, Scope Gallery, Melbourne-Fitzroy (Einzelausstellung)
  - „Australia Felix“, Benalla (Gruppenausstellung)
  - „Christmas 1995. Small works.“, Scope Gallery, Melbourne-Fitzroy (Gruppenausstellung)
- 1996:
  - „Works on paper“, Scope Gallery, Melbourne-Fitzroy (Einzelausstellung)
  - „Centenary of football“, Australian Gallery of Sport and Olympic Museum Collection, Melbourne (Gruppenausstellung)
  - „Food in art“, Mornington Peninsula Regional Gallery, Mornington (Gruppenausstellung)
- 1997: „Romantic paintings from the early years. A survey.“, Ossarya Gallery, Melbourne-Prahran (Einzelausstellung)
- 1998:
  - „Paintings, drawings, prints“, RMIT Faculty Gallery Melbourne (Einzelausstellung)
  - „Paintings, drawings, prints“, Australia Felix, Benalla (Einzelausstellung)
- 1999:
  - „Flowers and ships“, 325 Flinders Lane, Melbourne (Einzelausstellung)
  - „Football is f#§!!ed!“, Artist’s Garden, Melbourne-Fitzroy (Gruppenausstellung)
  - „James Farrell's self portrait exhibition“, Castlemaine Art Gallery and Historical Museum, Castlemaine (Gruppenausstellung)
- 2000: „Glückshafen“, Orangerie im Englischen Garten, München (Gruppenausstellung)
- 2003:
  - „Neue Arbeiten“, Maria Heimsuchung Church Open Westend Weekend, München (Einzelausstellung)
- „Eva und ihre Kinder“, Arte Galerie N, München (Gruppenausstellung)
- „WURMS - 25 internationale Drachen“, Kunstverein Worms, Kunsthaus Worms (Gruppenausstellung)
  - „Jahresausstellung 2003“, Kunstverein Traunstein, Städtische Galerie Traunstein im Kunstraum Klosterkirche, Traunstein (Gruppenausstellung)
- 2004:
  - „World Wild Webb“, 325 Flinders Lane, Melbourne (Einzelausstellung)
  - „ARTiges 2004“, Kunstverein Ottobrunn, Ottobrunn (Gruppenausstellung)
  - „Jahresausstellung 2004: Blaumachen“, Kunstverein Traunstein, Städtische Galerie Traunstein im Kunstraum Klosterkirche, Traunstein (Gruppenausstellung)
  - „Engel über Engel“, St. Benedikt, München (Gruppenausstellung)
- 2005:
  - „A sophisticated palette“, 84 GHz – Kultur im Keller, München[5] (Einzelausstellung)
  - „Kunst im Karreé“, Offene Ateliers Schwabing, München (Einzelausstellung)
  - „Jahresausstellung 2005: Positionen, Kunstverein Traunstein“, Kunstverein Traunstein, Städtische Galerie Traunstein im Kunstraum Klosterkirche, Traunstein (Gruppenausstellung)
  - 2006: „Jahresausstellung Arbeitskreis 68 2006“, Rathaus & Galerie im Ganserhaus, Wasserburg am Inn (Gruppenausstellung)
  - „Jahresausstellung 2006“, Kunstverein Traunstein, Städtische Galerie Traunstein im Kunstraum Klosterkirche, Traunstein (Gruppenausstellung)
- 2007:
  - „Come on in my kitchen“, Galerie Goethe 53, München (Einzelausstellung)[6]
  - „Paintings and sculptures“, BBH, München (Einzelausstellung)
  - „Jahresausstellung 2007“, Kunstverein Traunstein, Städtische Galerie Traunstein im Kunstraum Klosterkirche, Traunstein (Gruppenausstellung)
- 2008: „Jahresausstellung 2008“, Kunstverein Traunstein, Städtische Galerie Traunstein im Kunstraum Klosterkirche, Traunstein (Gruppenausstellung)
- 2014: „Schaufenster“, SPD-Bürgerbüro Belgradstraße, München

## Auszeichnungen
- 1986: Dr. Linda Mohr Acquisitive Award
- 1988:
  - Hans and Sylvia Sumberg Prize
  - Theodor Urbach Encouragement Award
  - Christine Abrahams Award